# Время в Мексике
Территория Мексики располагается в четырёх часовых поясах, от UTC−8 до UTC−5.
Часовые зоны имеют следующие названия, с запада на восток:
- UTC−8:00: Zona Noroeste (с исп. — «северо-западная зона»),
- UTC−7:00: Zona Pacífico (с англ. — «тихоокеанская зона»),
- UTC−6:00: Zona Centro (с исп. — «центральная зона»),
- UTC−5:00: Zona Sureste (с исп. — «юго-восточная зона»)

## История
Стандартное время было введено в 1922 году, когда были созданы две часовых зоны, в современных обозначениях — UTC−7:00 и UTC−6:00. В 1930 году часовые зоны были переделаны, появилась зона с временем UTC−8:00. Позднее зоны были ещё переделаны, а в 1981 году для туристических нужд была создана зона UTC−05:00, изначально включавшая в себя также штаты Кампече и Юкатан.
В 1996 году в Мексике был введён переход на летнее время. 26 октября 2022 года на пленарном заседании Сената было одобрило принятие Закона о часовых поясах в Мексике. С 30 октября переход на летнее время отменяется по всей стране, кроме штата Нижняя Калифорния и отдельных муниципалитетов на северо-востоке страны.

## Часовые пояса

### Часовой пояс UTC−8
- Зимой:

-  Нижняя Калифорния

### Часовой пояс UTC−7
- В течение всего года:

-  Сонора
-  Наярит
-  Синалоа
-  Чиуауа
-  Южная Нижняя Калифорния

- Летом:

-  Нижняя Калифорния

### Часовой пояс UTC−6
- В течение всего года:

-  Морелос
-  Табаско
-  Юкатан
-  Тласкала
-  Кампече
-  Дуранго
-  Сакатекас
-  Сан-Луис-Потоси
-  Идальго
-  Гуанахуато
-  Мичоакан
-  Веракрус
-  Пуэбла
-  Герреро
-  Оахака
-  Чьяпас
-  Мехико (штат)
-  Мехико (город)
-  Агуаскальентес
-  Колима
-  Халиско
-  Керетаро
-  Нуэво-Леон (на территории всего штата, кроме муниципалитета Анауак)
-  Коауила (на территории всего штата, кроме муниципалитетов Акунья, Альенде, Герреро, Идальго, Хименес, Морелос, Нава, Окампо, Пьедрас-Неграс, Вилья-Унион и Сарагоса)
-  Тамаулипас (на территории всего штата, кроме муниципалитетов Нуэво-Ларедо, Герреро, Миер, Мигель Алеман, Камарго, Густаво Диас Ордас, Рейноса,Рио-Браво, Валле Эрмосо и Матаморос)

- Зимой:

-  Нуэво-Леон (только на территории муниципалитета Анауак)
-  Коауила (только на территории муниципалитетов Акунья, Альенде, Герреро, Идальго, Хименес, Морелос, Нава, Окампо, Пьедрас-Неграс, Вилья-Унион и Сарагоса)
-  Тамаулипас (только на территории муниципалитетов Нуэво-Ларедо, Герреро, Миер, Мигель Алеман, Камарго, Густаво Диас Ордас, Рейноса,Рио-Браво, Валле Эрмосо и Матаморос)

### Часовой пояс UTC−5
- В течение всего года:

-  Кинтана-Роо

- Летом:

-  Нуэво-Леон (только на территории муниципалитета Анауак)
-  Коауила (только на территории муниципалитетов Акунья, Альенде, Герреро, Идальго, Хименес, Морелос, Нава, Окампо, Пьедрас-Неграс, Вилья-Унион и Сарагоса)
-  Тамаулипас (только на территории муниципалитетов Нуэво-Ларедо, Герреро, Миер, Мигель Алеман, Камарго, Густаво Диас Ордас, Рейноса,Рио-Браво, Валле Эрмосо и Матаморос)